# Songthela liui
Espèce
Songthela liui est une espèce d'araignées mésothèles de la famille des Liphistiidae.

## Distribution
Cette espèce est endémique du Guizhou en Chine,. Elle se rencontre dans les xians de  Yuping et de Cengong.

## Description
Le mâle holotype mesure 14,25 mm et la femelle 14,97 mm, les femelles mesurent de 10,51 à 14,97 mm.

## Systématique et taxinomie
Cette espèce a été décrite par Chen, Li, Li et Xu en 2021.

## Étymologie
Cette espèce est nommée en l'honneur de Feng-xiang Liu.

## Publication originale
- Chen, Li, Li & Xu, 2021 : « Three new species of the primitively segmented spider genus Songthela (Araneae, Mesothelae) from Guizhou Province, China. » ZooKeys, no 1037, p. 57-71 (texte intégral).